# エストリルディス
エストリルディス（Estrildis）は、12世紀の年代記編纂者ジェフリー・オブ・モンマスの『ブリタニア列王史』において、ブリトン人の王ロクリヌスの愛人であり、その娘ハブレンの母として語られている人物である
。

## 中世の文学
ジェフェリーの疑似歴史的著作『ブリタニア列王史』では、ゲルマニアの王女エストリルディスは、トロイのブルータス王の死後侵攻したフン族の指導者ハンバー（フン族）の捕虜としてブリテン島に連れてこられた。最終的にハンバーはブルータスの3人の息子により打ち負かされた。その長男ロクリヌスは、ハンバーの船でゲルマン人の美しい王女を発見し、恋に落ちた。
ロクリヌスは、コーンウォール王コリネウスの娘グウェンドリン女王との結婚を尊重せざるを得なかった。しかし彼はエストリルディスを愛人として置いていた 。7年間、彼はエストリルディスがいるトリノヴァントゥム（ロンドン、すなわち「ニュートロイ」）の地下洞窟を密かに訪れていた。そこで彼女は召使いに世話されていた。エストリルディスは彼との間に娘ハブレンを産んだ。
コリネウスの死後、ロクリヌスはグウェンドリンと彼女との間に産まれた息子マッダンを見捨て、エストリルディスが自分の女王であると宣言した。グウェンドリンは報復のためにロクリヌスに対してコーンウォールの軍団を立ち上げた。そして戦争において彼を打ち負かし、エストリルディスとその娘ハブレンを川で溺死させた。その川は後にウェールズ語で「ハフレン」、ローマ人によって「サブリナ（英語ではセヴァーン川）」と呼ばれるようになった。

## 中世以降の文学
彼女の物語は、チャールズ・ティルニー（1586年没）作『エルストリルド』やエドマンド・スペンサー作『妖精の女王』（1590年）、トーマス・ロッジ作『エルストレッドの不満』（1593年）、アルジャーノン・チャールズ・スウィンバーン作『ロクライン』に登場する。
別バージョンの物語がオリヴァー・マシューによって語られている。そこでエストリルディスはSŵs-wênと呼ばれ、ロクリヌスは彼女のためにカイルススを建てたとされる.。
この話は、地下迷宮に隠されたヘンリー2世 (イングランド王)の愛人ロザモンド・クリフォードの民話の題材となった。

## 名前
彼女の名前はおそらく中世の名前であるエストリド（古英語：Éastorhild）がラテン語化された形だとされている。1984年度版Oxford Dictionary of English Christian Namesにおいて、この名前はイングランドにおいて12世紀まで残っていたとされている。